# Dirty Rotten Filthy Stinking Rich
Albums de Warrant
Cherry Pie
(1990)
Singles
Dirty Rotten Filthy Stinking Rich est le premier album studio publié par le groupe de glam metal Warrant le 31 janvier 1989. Produit par Beau Hill, cet album a été certifié double disque de platine par la RIAA le 17 janvier 1990 et a atteint la dixième place du Billboard 200 le 16 septembre 1989.
La ballade Heaven a été un énorme succès à l'automne 1989 en se classant à la deuxième position du Billboard Hot 100 le 23 septembre 1989 juste derrière le titre Girl I'm Gonna Miss You interprété officiellement par Milli Vanilli...
Depuis sa publication, Dirty Rotten Filthy Stinking Rich fait l'objet d'une polémique concernant l'identité véritable du ou des guitaristes ayant participé à l'enregistrement : si Erik Turner et Joey Allen sont bien les guitaristes officiels du groupe, il semble que toutes les parties de guitare ont été interprétées par Mike Slamer, ami de longue date du producteur Beau Hill. Erik Turner a d'ailleurs explicitement reconnu en 2007 qu'en raison de son inexpérience lors de l'enregistrement de l'album, Beau Hill avait fait appel aux services de Mike Slamer pour interpreter des soli de guitare, lui-même et Joey Allen se contentant de jouer les parties de guitare rythmique .

## Musiciens
- Jani Lane : chant
- Erik Turner : guitare
- Joey Allen : guitare
- Jerry Dixon : basse
- Steven Sweet : batterie

## Titres (paroles et musique parJani Lane)
- 32 Pennies
- Down Boys
- Big Talk
- Sometimes She Cries
- So Damn Pretty (Should be Against the Law)
- D.R.F.S.R.
- In the Sticks
- Heaven
- Ridin' High
- Cold Sweat

## Singles
- Down Boys, classé à la vingt-septième place du Billboard Hot 100 le 8 juillet 1989
- Heaven, publié le 14 juillet 1989 . A ce jour le plus grand hit single de Warrant : classé à la seconde place du Billboard Hot 100 le 23 septembre 1989 et certifié disque d'or par la RIAA le 18 septembre 1989
- Big Talk, classé à la quatre-vingt treizième place du Billboard Hot 100 le 11 novembre 1989
- Sometimes She Cries, classé à la vingtième place du Billboard Hot 100 le 3 mars 1990